# Chimarra australica
Chimarra australica là một loài Trichoptera trong họ Philopotamidae. Chúng phân bố ở miền Australasia.